# Lei gong pao zhi lun
Lei gong pao zhi lun 雷公炮炙論 / 雷公炮炙论 « Discours sur la fabrication des substances médicinales du Seigneur Lei » est un ouvrage traitant de la préparation des médicaments chinois et de leur usage. Le livre est considéré comme le plus ancien dans ce domaine. Selon certaines sources, il daterait de 470.
Cet ouvrage est attribué à Lei Xiao 雷斅, appelé aussi Lei gong 雷公 « Seigneur Lei », qui vivait à l’époque de la dynastie Liu-Song 劉宋 / 刘宋朝 ou de la dynastie Sui. 

## Description du contenu

Li Shizhen

Il se compose de trois volumes (juan), contenant à l'origine 300 monographies de médicaments. Il constitue un document important pour l'identification des médicaments chinois.
L'ouvrage original est perdu, mais des fragments ont survécu dans d'autres textes médicaux. Beaucoup de ses contenus ont été intégrés dans le Zheng Lei Ben Cao 证类本草 / (anc.) 證類本草 et le Tu jing bencao 图经本草.
Li Shizhen, dans le Bencao gangmu (1593), manifeste de l’estime pour la profondeur du texte du Lei gong pao zhi lun sur les méthodes de cuisson et d’élaboration des remèdes mais trouve le texte toutefois difficile à comprendre. Il considère que ce n’est pas l’œuvre d’un seul homme mais plutôt un assemblage de plusieurs textes anciens. Comme d’autres auteurs, Li Shizhen estime que la source principale du livre était Qian ning Yan xiansheng 乾寧晏先生 « Seigneur Yan de Qianning » de la période de la dynastie Liu-Song (420-479) qui est identifié avec une personne nommée Yan Feng 晏封, auteur du Zhi fu cao shi lun 制伏草石論.
Les méthodes de traitements pharmaceutiques décrites sont liées aux procédures alchimiques des taoïstes, ce qui en fait des processus assez compliqués et pas tout à fait adéquats à la pharmacopée. Li Shizhen cite 630 fois cet ouvrage, sous différents noms.
À la fin de la dynastie Qing,  la version du Lei Gong Pao Zhi Lun compilée par le savant Zhang Ji, est considérée comme la première compilation des fragments de cet ouvrage.

## Exemple de monographie
Dans la notice sur les racines de Coptis chinensis Franch., huanglian 黄连, Li Shizhen cite Lei Xiao 雷斅
« Pour toutes les applications, frotter [les racines] avec un morceau de tissu, pour faire tomber les poils charnus. Puis faite les tremper dans de l’eau fermentée de millet sétaire pendant deux jours complets, filtrez le liquide, retirer [les racines] et faites les sécher au-dessus d’un feu léger » (traduction de Paul Unschuld,).
Et voici un exemple d’interdiction d’usage de huanglian donné par Lei Xiao qui pourrait être un tabou religieux
« [Les patients] qui ingèrent jusqu’à 10 liang de cette drogue ne doivent pas manger de porc [en même temps]. Ceux qui en ingèrent pendant trois ans, ne doivent pas manger [de porc] de toute leur vie. »

## Autre ouvrage de Lei Xiao
Lei gong est d'après Zheng et al l'auteur d'un autre ouvrage souvent cité : Lei gong yao dui 雷公藥對 « Les combinaisons de substances pharmaceutiques de Lei gong ».